# Mollie Jepsen
Mollie Jepsen est une skieuse handisport canadienne, née le 17 septembre 1999.

## Palmarès

### Jeux paralympiques
| Épreuve / Édition | Pyeongchang 2018 | Pékin 2022 |
| ----------------- | ---------------- | ---------- |
| Descente          | Bronze           | Or         |
| Super-G           | 4e               | 6e         |
| Slalom géant      | Bronze           | Argent     |
| Slalom            |                  |            |
| Super combiné     | Or               | DNF        |